# Ramat Gan Safaripark
Koordinaten: 32° 2′ 42″ N, 34° 49′ 30″ O

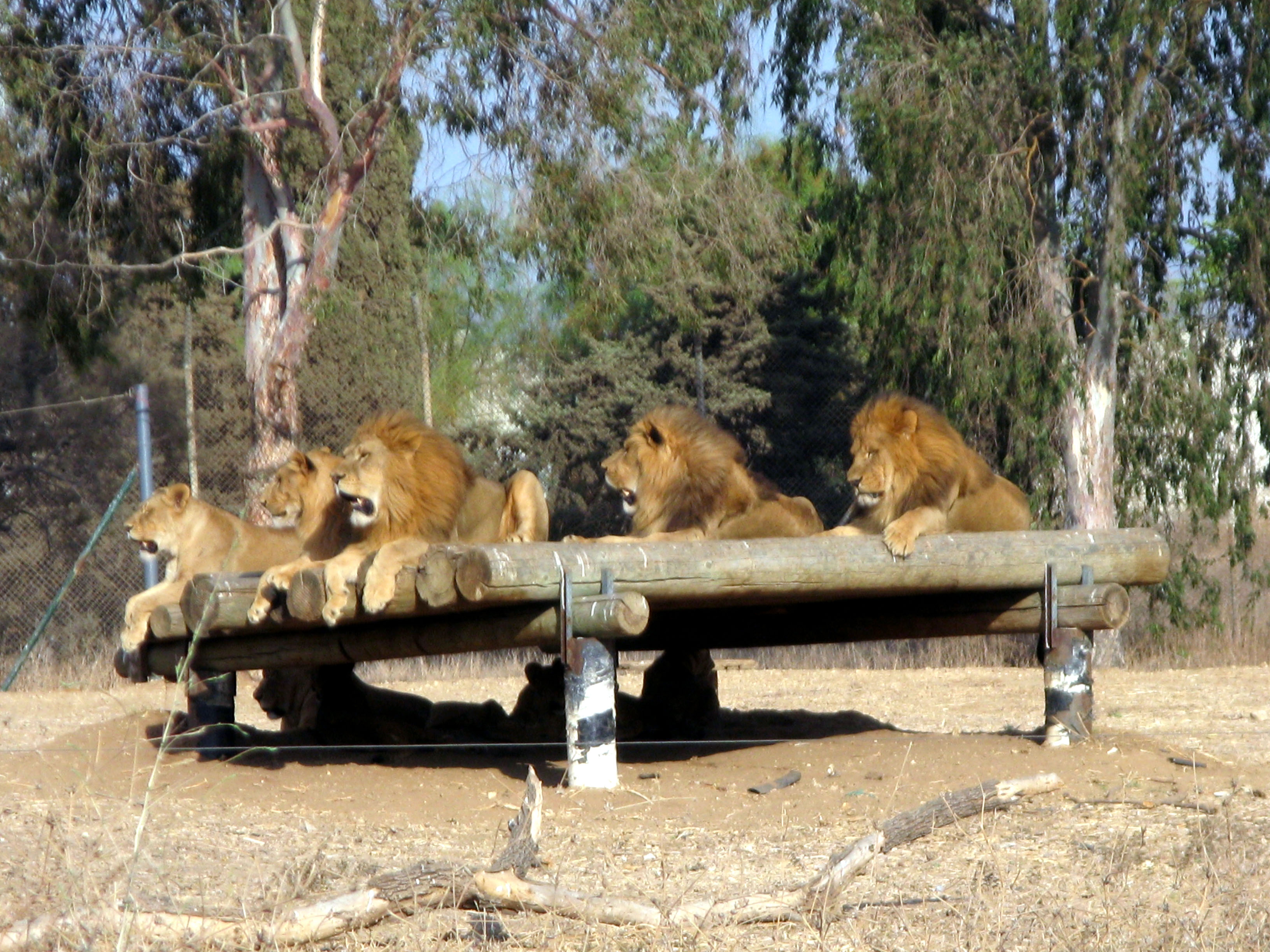
Löwengruppe im Ramat Gan Safaripark

Der Ramat Gan Safaripark, auch als Zoological Center Tel Aviv-Ramat Gan oder kurz Safari Ramat Gan bekannt, ist zum großen Teil ein Drive-through Safaripark, bei dem die Besucher mit Fahrzeugen durch das Gelände fahren und von ihren Fahrzeugen aus Wildtiere beobachten können, die auf dem Gelände frei herumlaufen. Das Fahrzeug darf aus Sicherheitsgründen nicht verlassen werden. Neben dem Safaripark wurde außerdem ein Zoo mit Einzelanlagen für verschiedene Tiere angelegt. Der Ramat Gan Safaripark wurde im Jahr 1974 eröffnet und erstreckt sich über eine Fläche von etwa 91 Hektar. Er ist Mitglied in den Organisationen European Association of Zoos and Aquaria (EAZA), World Association of Zoos and Aquariums (WAZA) und Israeli Zoo Association (IZA).

## Lage und Besucherzahlen
Der Ramat Gan Safaripark befindet sich in einer sehr dicht besiedelten Region in Israel. Er liegt in der Stadt Ramat Gan und ist ein Teil der Metropolregion Gusch Dan im Bezirk Tel Aviv. Der Flughafen Ben Gurion im Osten ist etwa fünf Kilometer entfernt. Der Safaripark wird im Osten vom Israel-Highway 4 tangiert. Aufgrund der zentralen Lage wird der Safaripark außer von der einheimischen Bevölkerung auch von vielen Touristen besucht. Die Zahl der Besucher schwankt jedoch jahrweise erheblich, da politische Unsicherheiten oder die 2019 ausgebrochene COVID-19-Pandemie einen negativen Einfluss auf die Besucherzahlen ausüben. Durchschnittlich besuchen 450.000 Gäste pro Jahr den  Ramat Gan Safaripark.

## Tierbestand und Anlagenbereiche
In der Safari-Abteilung, die in erster Linie aus großen Steppen- und Grasflächen mit Teichen besteht werden große Gruppen von Tieren gehalten, zu denen  u. a.  Asiatische und Afrikanische Elefanten, Breitmaulnashörner, Flusspferde, Giraffen, Zebras, Antilopen, Gazellen, Straußenvögel und Löwen gehören. Die vorgenannten Arten pflanzen sich in den Anlagen auch erfolgreich fort. In der Zoo-Abteilung können u. a. Gorillas, Orang-Utans und weitere Primatenarten sowie Krokodile besichtigt werden. Die nachfolgenden Bilder zeigen Beispiele aus dem Bestand des Ramat Gan Safariparks.

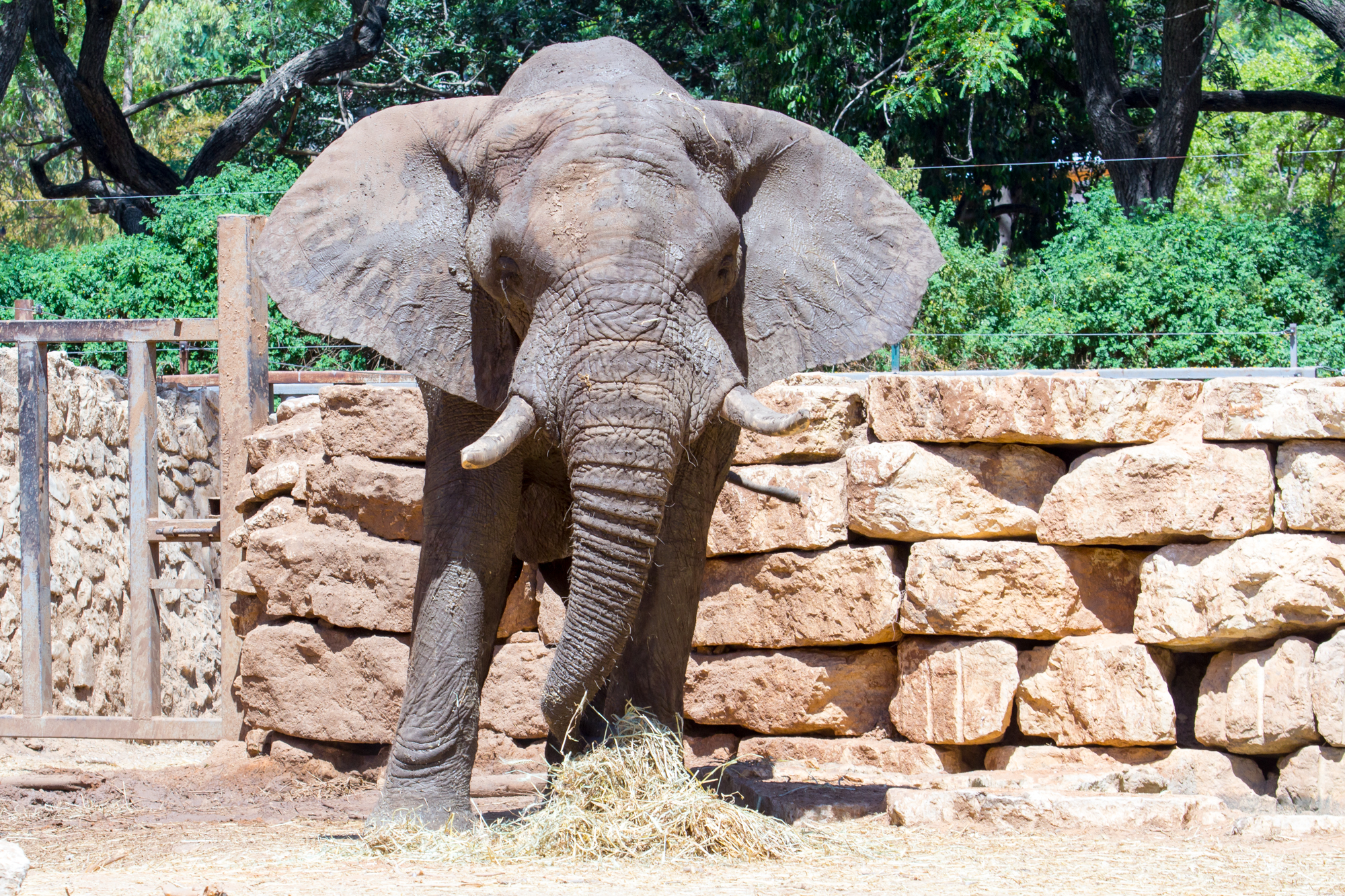
Afrikanischer Elefant
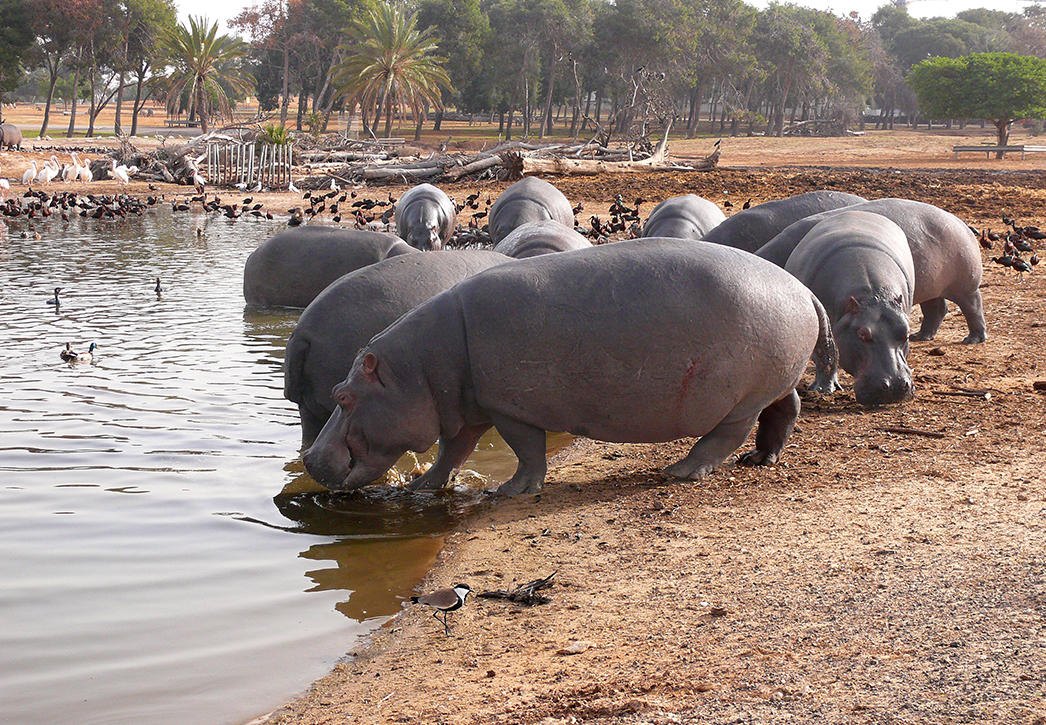
Flusspferd-Gruppe
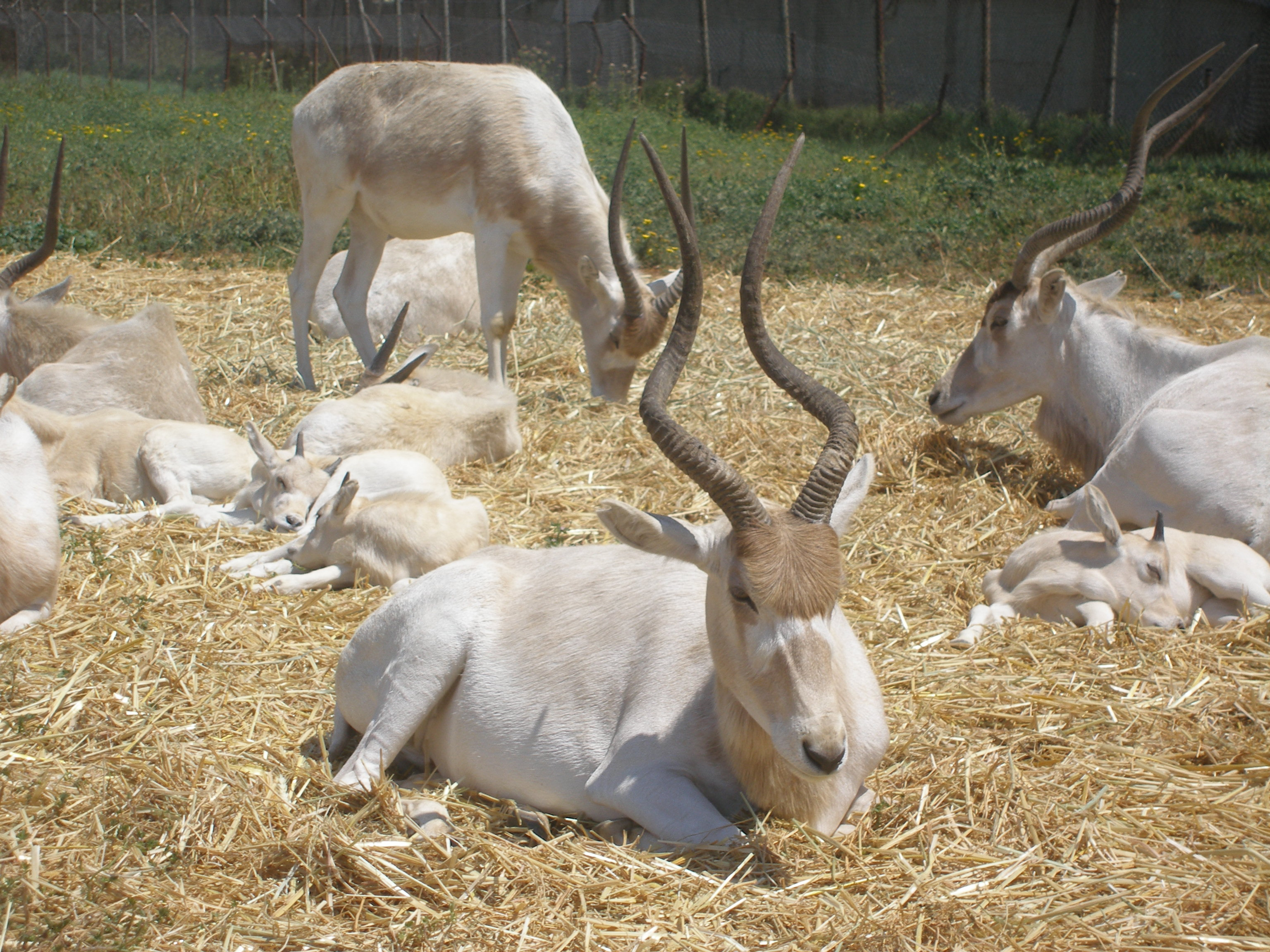
Mendesantilopen
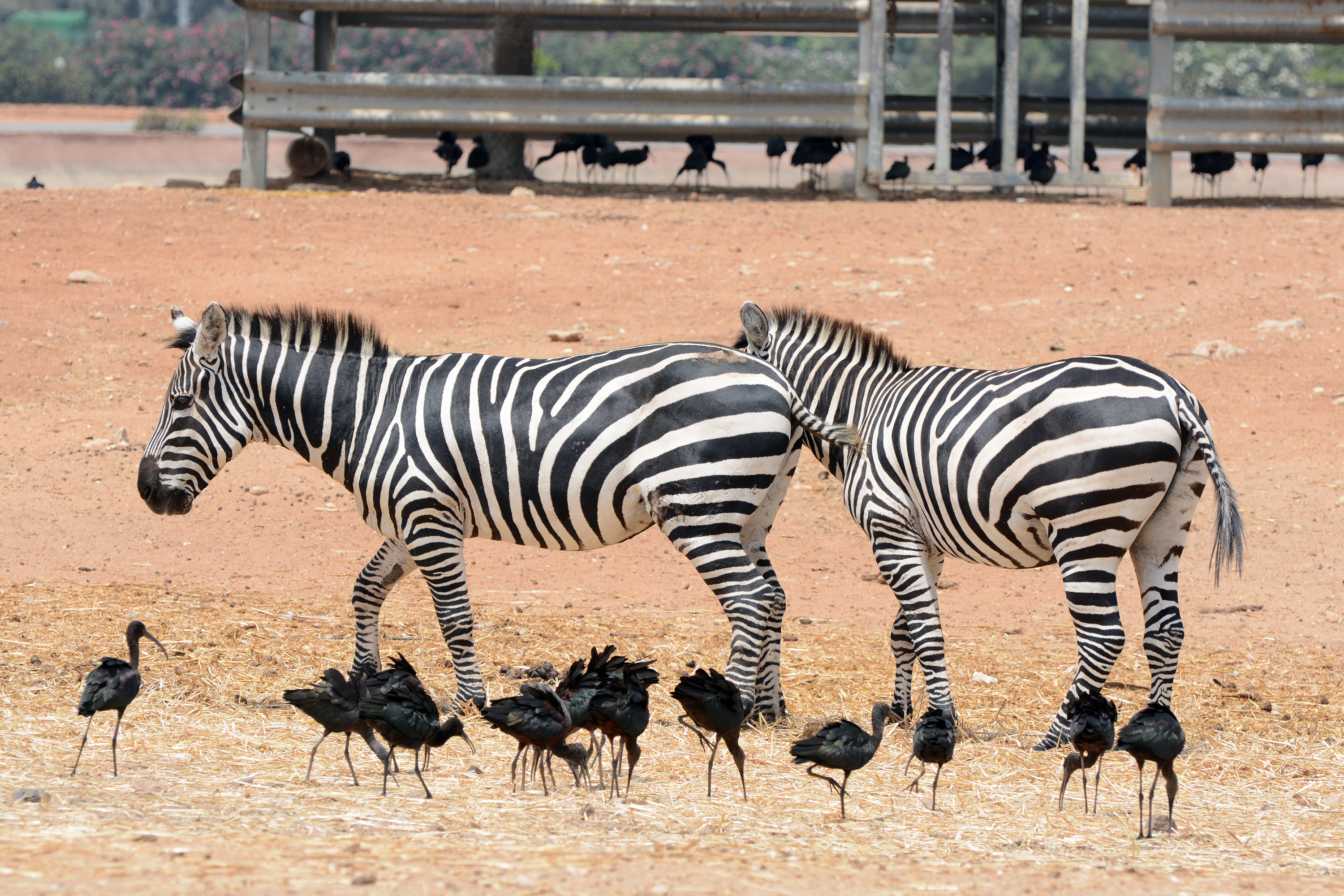
Zebras und Ibisse
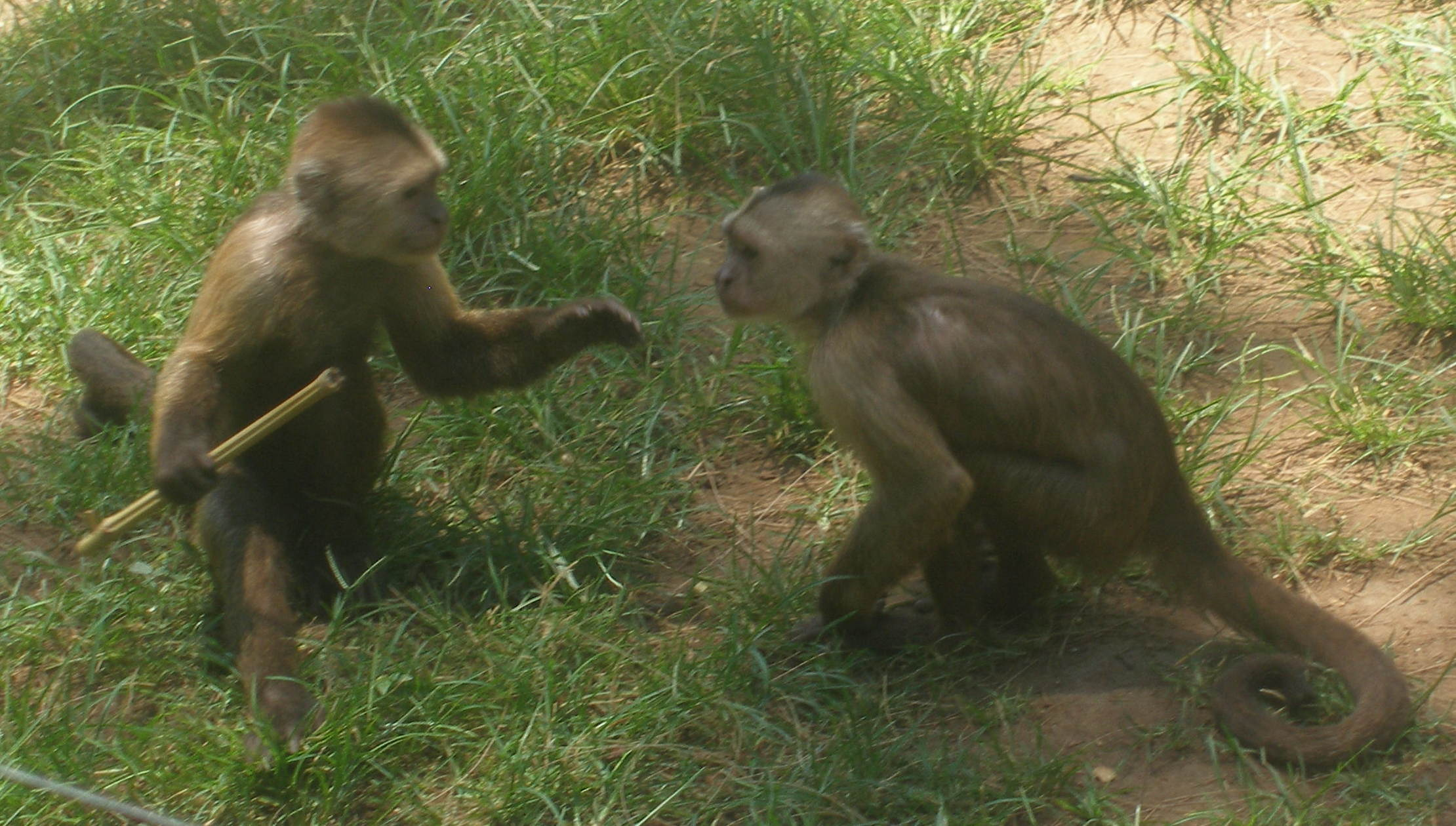
Kapuzineraffen
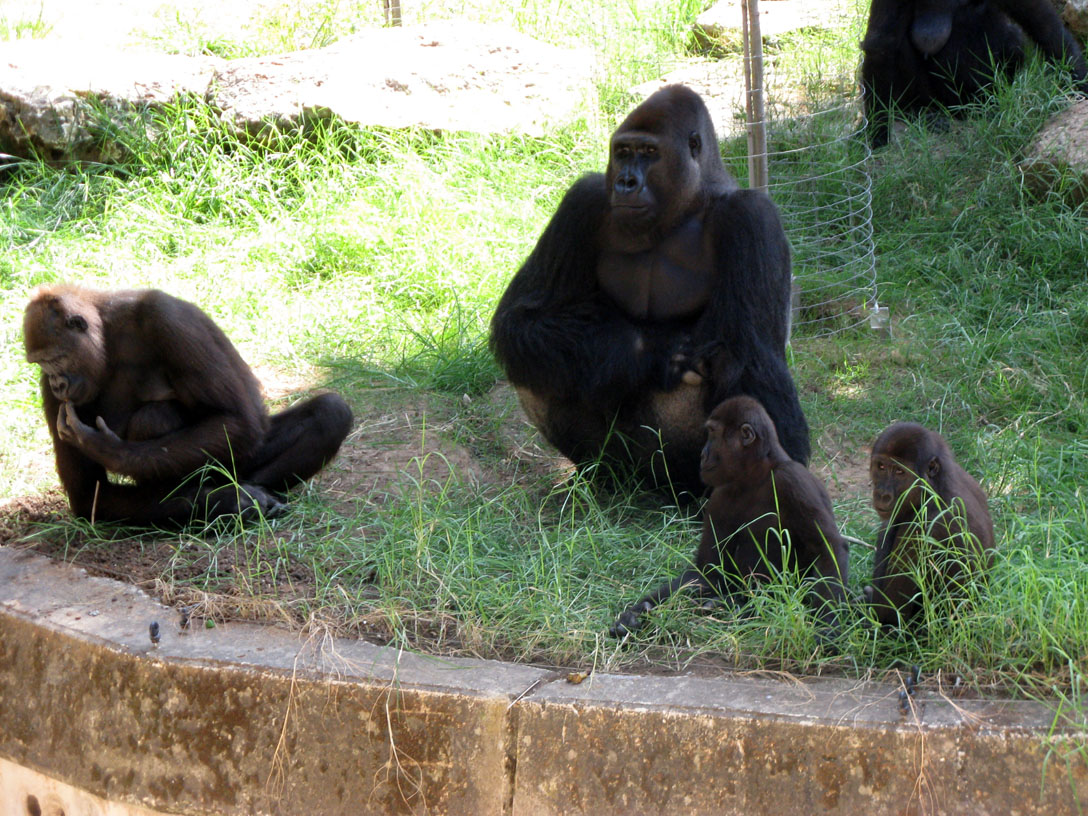
Gorillas
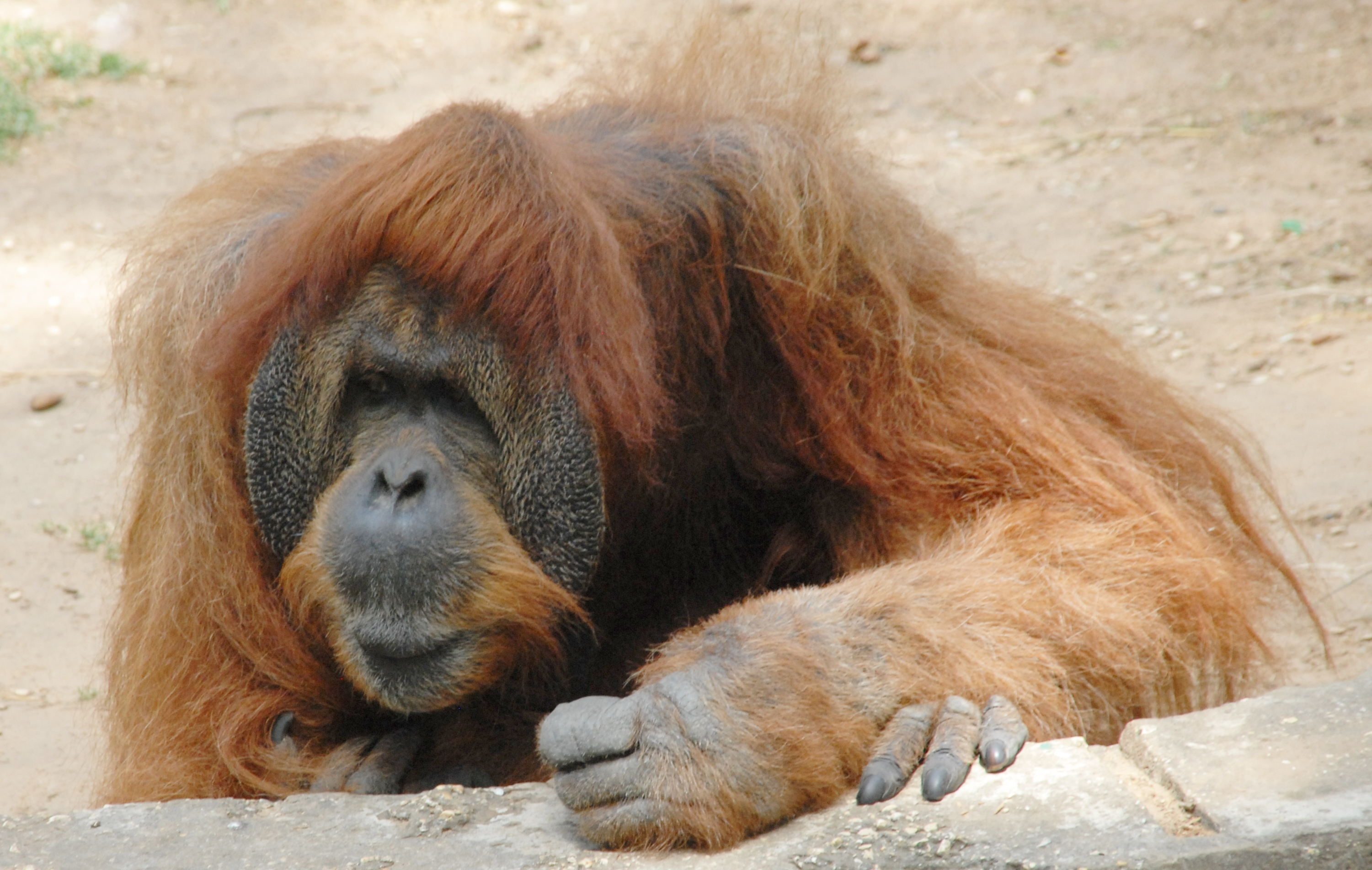
Orang-Utan
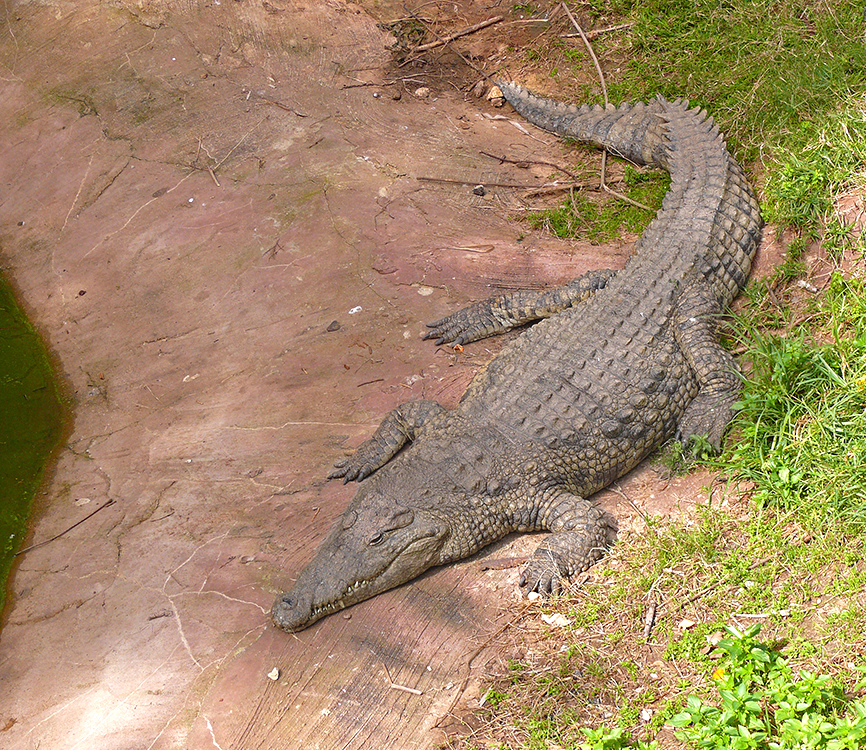
Nilkrokodil

## Trivia
Die politische Situation Israels mit kriegerischen Auseinandersetzungen und Warnungen vor Beschuss mit Raketen strahlt zuweilen bis in den Ramat Gan Safaripark aus. Im Mai 2021 spielte sich in diesem Zusammenhang die folgende Szene ab: Als die vor Raketenangriffen aus dem Gazastreifen warnenden Sirenen im Safaripark zu heulen anfingen, nahmen fünf weibliche Asiatische Elefanten ein einjähriges männliches Jungtier in ihre Mitte, um es zu schützen. Dieses Verhalten bestätigt, dass Elefanten in Familienverbänden zusammenleben, die einander bei Gefahr schützen.
Während der Bauarbeiten zur Erweiterung des Tierkrankenhauses im Ramat Gan Safari-Park wurden im Februar 2021 zwei 1800 Jahre alte Sarkophage aus Stein wiedergefunden, die dort seit 25 Jahren lagerten und schon in Vergessenheit geraten waren.